# کندال مارشال
کندال مارشال (انگلیسی: Kendall Marshall؛ زادهٔ ۱۹ اوت ۱۹۹۱) بازیکن بسکتبال اهل ایالات متحده آمریکا است. از باشگاه‌هایی که در آن بازی کرده‌است می‌توان به میلواکی باکس، فیلادلفیا سونتی‌سیکسرز، لس آنجلس لیکرز، و فینیکس سانز اشاره کرد. وی در مسابقات کشوری و بین‌المللی در مجموع برندهٔ ۱ مدال طلا شده‌است.